# N8 (Zuid-Afrika)
De N8 is een nationale weg in Zuid-Afrika. De weg loopt van Upington naar Maseru.